# تل العوجه
تل العوجه (به عربی: تل العوجه) یک روستا در سوریه است که در ناحیه سنجار واقع شده‌است. تل العوجه ۳۳۶ نفر جمعیت دارد.